# Liste der Kulturdenkmale in Elsnig

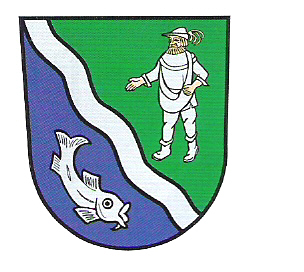
Wappen von Elsnig

In der Liste der Kulturdenkmale in Elsnig sind die Kulturdenkmale der sächsischen Gemeinde Elsnig verzeichnet, die bis Mai 2020 vom Landesamt für Denkmalpflege Sachsen erfasst wurden (ohne archäologische Kulturdenkmale). Die Anmerkungen sind zu beachten.
Diese Aufzählung ist eine Teilmenge der Liste der Kulturdenkmale im Landkreis Nordsachsen.

## Elsnig
| Bild                                    | Bezeichnung | Lage                     | Datierung                                                                                              | Beschreibung | ID       |
| --------------------------------------- | --- | ------------------------ | --- | --- | -------- |
| Weitere Bilder                          | Kirche mit Ausstattung, Kirchhof sowie Denkmal für die Gefallenen des Ersten Weltkrieges                                                                                                 | Dorfallee (Karte)        | 12. Jahrhundert (Kirche); 1909–1910 (Portal); bezeichnet mit 1687 (Glocke); nach 1918 (Kriegerdenkmal) | Spätromanische Saalkirche mit eingezogenem Chor, halbrunder Apsis und Westquerturm, baugeschichtlich, ortsgeschichtlich und ortsbildprägend von Bedeutung. - Dorfkirche: verputzter Bau aus Raseneisenstein. Typische spätromanische Saalkirche (12. Jahrhundert) mit eingezogenem Chor, halbrunder Apsis und Westquerturm, nach Höhe und Breite gestaffelt, von Erneuerungen 1682/91 und 1838 die vergrößerten und zum Teil neu eingefügten Fensteröffnungen an Schiff und Chor. Noch im ursprünglichen Zustand die zwei schmalen Maueröffnungen auf der Nordseite und das Apsisfenster. Das Eingangsportal schräg unterhalb der Maueröffnungen 1909 von Kaiser Wilhelm II. gestiftet. Ein dazugehöriges reliefiertes Bildnismedaillon Friedrich II. gerahmt von Blattgirlanden, nach dem Entwurf des geheimen Oberhofbaurats Ernst Eberhard von Ihne, erinnert an die Anwesenheit des Preußenkönigs in der Elsniger Kirche während der Schlacht bei Torgau 1760. Im Inneren Holzbalkendecke mit Schiffskehlen, 1682/91. Zwei Rundbögen verbinden die gestaffelten Räume. Spätmittelalterliche Sakramentsnische an der nördlichen Chorseite. - Ausstattung: Altarrahmen mit geschnitztem Dekor- und Figurenschmuck (1689), Taufengel ehedem in schwebender Lage (1682/91). Gleichzeitig die Kanzel mit gemalten Brüstungsfeldern, Aufgang in der Wand. Orgel mit barockisierendem Prospekt, von Wilhelm Rühlmann aus Zörbig (letztes Viertel 19. Jahrhundert). Umlaufende Emporen mit Schiffskehlen in den Schwellbalken (1682/91). Pfarrerbildnis (1765). Kelch, Silber, Kuppa innen vergoldet (1726). Kanne, Zinn (1864). Taufschale, Zinn (1792). Leuchterpaar, Zinn (1739). Glocke (13./14. Jahrhundert). Grabmal mit kelchtragendem Putto für Carl Friedrich Kayser (gestorben 1738) und Sophia Wilhelmina Kayser (gestorben 1735). | 09286354 |
| Direkt Bild zu diesem Denkmal hochladen | Südwestliches Wohnstallhaus, östliches Seitengebäude und nördliche Scheune eines Dreiseithofes sowie drei Torpfeiler                                                                     | Dorfallee 16 (Karte)     | Um 1800 (Wohnstallhaus); 2. Hälfte 19. Jahrhundert (Seitengebäude)                                     | Wohnhaus und Scheune Putzbauten mit Satteldach, Seitengebäude in Klinkerbauweise mit Satteldach, geschlossene Hofanlage, baugeschichtlich und wirtschaftsgeschichtlich von Bedeutung | 09286336 |
| Direkt Bild zu diesem Denkmal hochladen | Nordwestliches Wohnhaus (Nr. 25), westliches und östliches Seitengebäude, südliche Scheune sowie nordöstliches Auszugshaus (Nr. 23) eines Dreiseithofes, dazu Torpfeiler und Hofpflaster | Dorfallee 23, 25 (Karte) | Um 1880 (Bauernhaus); um 1890 (Seitengebäude und Scheune); um 1910 (Auszugshaus)                       | In ihrer ursprünglichen Struktur erhaltene Hofanlage, baugeschichtlich und wirtschaftsgeschichtlich von Bedeutung | 09286353 |
| Direkt Bild zu diesem Denkmal hochladen | Wohnhaus, Stallgebäude und Torpfeiler eines ehemaligen Dreiseithofes | Dorfallee 28 (Karte)     | 2. Hälfte 19. Jahrhundert (Seitengebäude); bezeichnet mit 1925 (Bauernhaus)                            | Wohnhaus massiv mit Putzgliederung und Satteldach, an der Giebelseite Eingangshäuschen auf Pfeilern, gemauerte Einfahrtspfeiler mit Kugelbekrönung, baugeschichtlich und straßenbildprägend von Bedeutung. Das ursprünglich als Denkmal dazugehörende Taubenhaus wurde bereits 1996/1997 abgebrochen. | 09286338 |
| Direkt Bild zu diesem Denkmal hochladen | Wohnhaus eines Bauernhofes | Dorfallee 41 (Karte)     | Um 1910                                                                                                | Putzbau mit Reformstilelementen aus der Zeit um 1910, überdachtes Eingangshäuschen an der Giebelseite, zum Teil Farbglasfenster, baugeschichtlich von Bedeutung | 09286358 |
|                                         | Empfangsgebäude, Güterabfertigung und Toilettenhäuschen des Bahnhofs Elsnig | Mühlstraße 6 (Karte)     | Um 1890                                                                                                | Bahnstrecke Pratau–Torgau; zeittypische Klinkerbauten mit flachem Satteldach, angebaute Güterabfertigung mit vorgelagerter Laderampe, eisenbahngeschichtlich und ortsgeschichtlich von Bedeutung. Der Bahnhof Elsnig wurde 1890 von der Preußischen Staatseisenbahn im Zuge des Streckenbaus Pratau (Pretzsch)–Torgau eingerichtet. Baugeschichtlich von Bedeutung sind das Empfangsgebäude mit angebauter Güterabfertigung und das Toilettenhäuschen. Sie sind in der bauzeitlich typischen rötlich-gelber Klinkerbauweise errichtet worden. Das Empfangsgebäude weist eine dekorative Gestaltung der Fassade mit umlaufendem Fries und einem Gesims auf. Am Empfangsgebäude wurde um 1960 ein Anbau für ein Fahrdienstleiterstellwerk errichtet. Zurzeit wird das Empfangsgebäude als Wohnhaus genutzt und ist teilweise umgebaut worden. Südlich des Bahnhofs wurde in der DDR-Zeit ein Anschlussgleis zu einem Munitionslager eingerichtet, weshalb die Strecke auch militärisch bedeutsam wurde. Die Strecke verband das heute brandenburgische Pratau mit dem damals noch preußischen Torgau und verleiht der Strecke auch eine verkehrsgeschichtliche Bedeutung. Die Strecke, eine Nebenbahn, wurde auf Initiative der Anliegergemeinden und der dort ansässigen Industriebetriebe, u. a. die Tonwerke Dommitzsch, angelegt. Sie erhofften sich einen wirtschaftlichen Aufschwung in der sonst landwirtschaftlich geprägten Region. Sowohl Pratau als auch Torgau waren bereits an überregionale Bahnnetze angebunden. Demnach kommt dem Bahnhof Elsnig auch eine ortsgeschichtliche Bedeutung zu. Im Jahr 2000 wurde der Betrieb der Strecke jedoch eingestellt. Seit 2004 gibt es Bestrebungen die Strecke zu reaktivieren und touristisch zu nutzen.                                                                            | 09286438 |

## Döbern
| Bild           | Bezeichnung                                                                     | Lage                      | Datierung | Beschreibung | ID       |
| -------------- | ------------------------------------------------------------------------------- | ------------------------- | --------- | --- | -------- |
| Weitere Bilder | Herrenhaus (Nr. 1) und Wirtschaftsgebäude (zu Nr. 2) des ehemaligen Rittergutes | Am Gut 1, 2 (Karte)       | Um 1890   | Gutshaus historistischer Putzbau mit Anklängen an den Schweizer Stil, Stallscheune massiv mit Drempel, Wohnhaus zwischen Gutshaus und Stallscheune kein Denkmal, baugeschichtlich und wirtschaftsgeschichtlich von Bedeutung. - Gutshaus: zweigeschossig, massiv, traufseitig zweiachsiger Mittelrisalit mit Neorenaissance-Stuckornamentik (florale Ranken und Wappenkartuschen), im Giebel Rundbogenfenster, sonst Rechteckfenster mit schmalen Faschen, Satteldach (Pfettendach) mit profilierten Sparrenköpfen, Biberschwanzdeckung, traufseitig Eingang mit Treppenaufgang, Fassade stark geglättet - Gutsscheune: eingeschossig, Erdgeschoss Bruchstein, Drempel Ziegelstein, ehemals verputzt, im Erdgeschoss Holztore und mittig große Scheunendurchfahrt, Segmentbogenfenster und -Tore, Geschossgesims aus Ziegelstein, im Drempel Segmentbogenfenster mit Ladeluken und Fensterläden, gestuftes Ziegelstein-Traufgesims, Satteldach (Krempziegel), rückseitig großes Holztor an Eisenschiene, im Obergeschoss schießschartenartige Lüftungsöffnungen | 09286389 |
| Weitere Bilder | Kirche mit Ausstattung, Kirchhof und drei Grabmale                              | Torgauer Straße (Karte)   | 1833      | Klassizistische Saalkirche, baugeschichtlich und ortsgeschichtlich von Bedeutung. - Kirche: massiv, verputzt, flaches Satteldach, ostseitig Kreuzaufsatz, Glockenturm im Nordwesten auf quadratischem Grundriss, Obergeschoss oktogonal, Zeltdach, Kugel, Wetterfahne und Sternaufsatz, 1964 Veränderungen im Innern (Entfernung des Kanzelaltars, der Orgel und des Gestühls, Einbau einer verglasten Abtrennung im Osten), umlaufende Emporen auf Säulen, kelchförmiger Taufstein mit Beschlagornamentik (Anfang 17. Jahrhundert), Betonung des Giebels durch umlaufendes Traufgesims, klassizistischer Dreiecksgiebel mit Rundfenster, schlichter rechteckiger Eingang giebelseitig, traufseitig je drei hohe Rechteckfenster mit gerader profilierter Verdachung, gerader Ostabschluss mit Dreiecksgiebel, Kirche wurde 1833 auf Anordnung Friedrich Wilhelm IV. von Preußen wegen des nach Döbern eingepfarrtem Landgestüts Repitz erbaut - Grabstein aus Sandstein (Ende 19. Jahrhundert) einer Justine ... (Name unleserlich) auf rechteckigem, abgetreppten Sockel, darüber Sandsteinstele mit Tiegertatzen-Eckplinthen, an den Stirnseiten Kranzreliefs und spitzbogige nischenartige Vertiefung, Eckmedaillons mit Schmetterlingsreliefs, an Vorderseite Engelrelief (aufschwebend) mit Siegeskranz, bekrönendes Gesims mit spitzbogiger Vertiefung und Engelrelief sowie Dreipassrelief und Kreuzaufsatz (Eisen), Inschrift unleserlich - Sandstein-Grabstein als naturalisierende Bauimitation auf rustiziertem Sockel mit abgebrochenem Astwerk, an der Stirnseite ovales Medaillon mit Inschrift (unleserlich), 2. Hälfte 19. Jahrhundert - Sandstein-Grabstein auf hohem, rustiziertem Sockel mit schwarzer (späterer) Inschrifttafel „Hier ruht mein lieber Mann Stanislaus Winter, Künstler 1859–1922“ und eingeritztes Fischmotiv, darüber naturalisierendes Sandstein-Kreuz als Baumimitation mit Eichenlaub, Granitstein Ende 19. Jahrhundert | 09286378 |
|                | Taubenhaus eines Vierseithofes                                                  | Torgauer Straße 8 (Karte) | Um 1900   | Zeugnis der Wirtschaftsweise vergangener Zeiten. Zweigeschossig, Ziegelstein, zum Teil verputzt, rechteckiger Grundriss, Segmentbogen-Holztore, giebelseitig abgeschleppter eingeschossiger Anbau mit Pultdach, sonst Satteldach, Biberschwanzdeckung mit geschweiften Sparrenköpfen, giebelseitig Einflugsöffnungen. Wohnhaus abgerissen, Auszugshaus kein Denkmal, Ställe und Scheune keine Denkmäler. | 09286387 |

## Drebligar
| Bild           | Bezeichnung                               | Lage                           | Datierung           | Beschreibung | ID       |
| -------------- | ----------------------------------------- | ------------------------------ | ------------------- | --- | -------- |
| Weitere Bilder | Kirche mit Ausstattung                    | Dommitzscher Straße (Karte)    | Bezeichnet mit 1787 | Barocke Saalkirche, rechteckiges Schiff mit eingezogenem Westturm, baugeschichtlich, ortsgeschichtlich und ortsbildprägend von Bedeutung | 09286359 |
| Weitere Bilder | Nordwestliches Wohnhaus eines Bauernhofes | Dommitzscher Straße 38 (Karte) | Bezeichnet mit 1783 | Obergeschoss Fachwerk, Keller mit Gewölbe, baugeschichtlich von Bedeutung. Komplette Fachwerkkonstruktion auf dem massiven Erdgeschoss.  | 09286360 |

## Mockritz
| Bild                                    | Bezeichnung                                                                                            | Lage                   | Datierung                                 | Beschreibung | ID       |
| --------------------------------------- | --- | ---------------------- | ----------------------------------------- | --- | -------- |
| Weitere Bilder                          | Kirche mit Ausstattung, Kirchhof mit Einfriedung und Denkmal für die Gefallenen des Ersten Weltkrieges | Hauptstraße (Karte)    | 1774 (Kirche); nach 1918 (Kriegerdenkmal) | Kirche rechteckiger, dreiseitig geschlossener Saal mit leicht eingezogenem Westturm, baugeschichtlich, ortsgeschichtlich und ortsbildprägend von Bedeutung | 09286346 |
| Direkt Bild zu diesem Denkmal hochladen | Wohnhaus eines Bauernhofes                                                                             | Hauptstraße 13 (Karte) | 1. Hälfte 19. Jahrhundert                 | Putzbau mit Krüppelwalmdach, baugeschichtlich von Bedeutung | 09286352 |
| Direkt Bild zu diesem Denkmal hochladen | Wohnhaus, nördliches und südliches Seitengebäude sowie Scheune eines Vierseithofes, dazu Toranlage     | Hauptstraße 20 (Karte) | 2. Hälfte 19. Jahrhundert                 | Wohnhaus zeittypischer Putzbau mit einfacher Gliederung und Satteldach, Scheune Klinkerbau mit großen Toreinfahrten, Satteldach, südliches Seitengebäude Klinkerbau mit Satteldach, nördliches Seitengebäude Putzbau mit Klinkergliederung, in seiner Struktur erhaltener Bauernhof, baugeschichtlich, sozialgeschichtlich und wirtschaftsgeschichtlich von Bedeutung | 09286351 |
| Direkt Bild zu diesem Denkmal hochladen | Wohnhaus eines Vierseithofes                                                                           | Hauptstraße 49 (Karte) | Um 1880, im Kern wohl älter               | Putzbau mit einfacher Gliederung, vorgelagerter Treppe und Satteldach, baugeschichtlich von Bedeutung. Zweigeschossiger Putzbau mit vorgelagerter Treppe, Säulen und Balkonvorlage entfernt. | 09286348 |

## Neiden
| Bild                                    | Bezeichnung | Lage                              | Datierung                                                              | Beschreibung | ID       |
| --------------------------------------- | --- | --------------------------------- | ---------------------------------------------------------------------- | --- | -------- |
| Direkt Bild zu diesem Denkmal hochladen | Wohnhaus und Seitengebäude eines Hakenhofes                                                                                 | Auenweg 2 (Karte)                 | 1. Hälfte 19. Jahrhundert                                              | Eingeschossige Putzbauten mit Satteldach, sozialgeschichtlich von Bedeutung. - Wohnhaus: eingeschossig, massiv, verputzt, Satteldach (Betonziegel), Rechteckfenster mit Fensterläden und Sohlbänken, im Giebel Segmentbogenfenster - Seitengebäude: eingeschossig, Ziegelsteinbau, Satteldach, Biberschwanzdeckung, hofseitig Zwerchhaus mit Ladeluke | 09286334 |
|                                         | Herrenhaus und Gesindehaus des ehemaligen Rittergutes Drögnitz sowie südliche Kastanien- und Eschenallee                    | Bergstraße 3, 8 (Karte)           | Ende 18. Jahrhundert, möglicherweise im Kern 2. Hälfte 17. Jahrhundert | Baugeschichtlich und ortsgeschichtlich von Bedeutung. - Herrenhaus (Bergstraße 8): zweigeschossig, massiv, verputzt, profilierte Holztraufe, Walmdach, Biberschwanzdeckung (neu), Schleppgaupen und Solaranlage, Rechteckfenster mit Faschen, rückseitig eingeschossige Terrasse, am barocken Türgewände (Südseite) Schlussstein mit Wappen - Gesindehaus (Bergstraße 3): zweigeschossig, Erdgeschoss massiv, Obergeschoss vermutlich Fachwerk, verputzt, profilierte Holztraufe, Mansarddach, Biberschwanzdeckung, Rechteckfenster | 09286337 |
| Direkt Bild zu diesem Denkmal hochladen | Südwestliches Wohnhaus eines Bauernhofes                                                                                    | Brauhausstraße 4 (Karte)          | Anfang 19. Jahrhundert                                                 | Erdgeschoss zum Teil in Lehmbauweise, Obergeschoss zum Teil Fachwerk verputzt, Zeugnis der Wohn- und Lebensweise vergangener Zeiten, baugeschichtlich von Bedeutung. Zweigeschossig, Erdgeschoss massiv (Lehm und Bruchstein), sehr dicke Wände, im Keller Tonnengewölbe, alter Dachstuhl, Satteldach, profilierte Traufe. | 09286333 |
| Direkt Bild zu diesem Denkmal hochladen | Scheune, Seitengebäude und Brauereigebäude eines Bauernhofes                                                                | Brauhausstraße 11, 13, 15 (Karte) | Bezeichnet mit 1861 (Scheune); um 1900 (Brauerei und Seitengebäude)    | Scheune mit Inschrift, baugeschichtlich, wirtschaftsgeschichtlich und als ehemalige Brauerei von ortsgeschichtlicher Bedeutung. - Scheune: massiv, Ziegelstein und Bruchstein, hölzernes Segmentbogentor, Satteldach, Biberschwanzdeckung, Fledermausgaupen, Ziegelsteintraufe, traufseitig ehemals Inschrifttafel „In den Kriegsunruhen 1813 wurde dieses Gebäude zerstört, im Jahre 1815 wieder aufgebaut, alsdann am 26. Mai 1861 durch eine frevelhafte Hand niedergebrannt, wonach es von neuem aufgebaut wurde, Gottlob Laube“ - Seitengebäude (Stall): eingeschossig, massiv, verputzt, saniert, flache Decke, Satteldach, Biberschwanzdeckung, drei Zwerchgiebel mit Ladeluke und Satteldach, lang gestreckter Bau - ursprüngliche Brauerei (später Mineralwasserfabrik): zweigeschossig, massiv, verputzt, Segmentbogenfenster, Ladeluken, Holztore, Schauer, Satteldach | 09286344 |
| Direkt Bild zu diesem Denkmal hochladen | Wohnstallhaus, Seitengebäude und Scheune eines Dreiseithofes                                                                | Brauhausstraße 18 (Karte)         | Ende 18. Jahrhundert                                                   | Wohnstallhaus Obergeschoss Fachwerk, eines der ältesten Zeugnisse der Wohn- und Wirtschaftsweise vergangener Zeiten des Ortes, baugeschichtlich und wirtschaftsgeschichtlich von Bedeutung. Wohnstallhaus zweigeschossig, Erdgeschoss massiv, Holztraufe, giebelseitig Ziegelstein, Satteldach, Balkendecke mit Schiffskehlen. | 09286343 |
| Weitere Bilder                          | Kirche mit Ausstattung, Kirchhof, drei barocke Grabmale an der Kirche und Denkmal für die Gefallenen des Ersten Weltkrieges | Pfarrgasse (Karte)                | 1656–1657, im Kern älter (Kirche); nach 1918 (Kriegerdenkmal)          | Baugeschichtlich, kunstgeschichtlich und ortsgeschichtlich von Bedeutung. - Kirche: rechteckiges Schiff mit eingezogenem dreiseitig geschlossenem Chor, (Nord-)Sakristei und Loge, insgesamt Rundbogenfenster mit Oberlichtsprossen, profiliertes Traufgesims, Satteldach, kleine Eingangshalle mit gestuftem Rundbogenportal und originaler Tür mit Oberlicht, Dachreiter (quadratisch und oktogonal mit schiefergedeckter, geschweifter Haube, Kugel, Wetterfahne), außerdem steht die gesamte Innenausstattung (einschließlich Glocke und Vasa Sacra) unter Denkmalschutz, hölzerner Altar mit Abendmahldarstellung (1657), Kanzelkorb mit gemalten Figuren der Evangelisten und Propheten ( 1657), verglaste Loge mit Wappen des Johann Samuel Ringenhayn und seiner Frau (bezeichnet mit 1686), Sakristei mit Kreuzgratgewölbe, kelchförmiger Taufstein (bezeichnet mit 1677), dreiseitige Emporen, Orgel von C. Geissler aus Eilenburg (Opus 101) - Grabsteine: - der Ostseite der Kirche aufgestellter Sandstein-Grabstein eines Adam Riedel (19. Jahrhundert) mit rustiziertem Sockel, Kruzifix-Relief und Kronenaufsatz - an der Nordsakristei aufgestellter barocker Grabstein aus Sandstein mit Volutenrahmung und Engelsköpfen - rechts daneben Sandstein-Grabstein eines Pfarrers mit Bibel- und Kelchrelief und seitlichen Voluten - Kriegerdenkmal: abgetreppter Sandsteinsockel, darüber Sandsteinquader mit Lorbeerkranz-Relief, Eisernes Kreuz und Frauenrelief mit Anker, konkav geschwungener Aufsatz mit Adler-Skulptur, eingemeißelte Inschrift mit den Namen der Gefallenen, rückseitig „Zum Gedächtnis der im Weltkrieg 1914–1918 gefallenen Helden / die dankbare Gemeinde Neiden“ | 09286340 |
| Weitere Bilder                          | Seitengebäude mit Oberlaube des ehemaligen Pfarrhofes                                                                       | Pfarrgasse 1 (Karte)              | Um 1800                                                                | Obergeschoss Fachwerk, seltene Oberlaube, baugeschichtlich und wirtschaftsgeschichtlich von Bedeutung. Zweigeschossig, Erdgeschoss massiv, verputzt, Obergeschoss weit vorkragend, Fachwerk mit Lehmausfachung, beide Giebel verbrettert, Satteldach (Betonziegel), im Erdgeschoss Holztüren, Ställe, im Obergeschoss Oberlaube. | 09286342 |
| Direkt Bild zu diesem Denkmal hochladen | Straßenbrücke | Zur Mühle (Karte)                 | 1890                                                                   | Dreibogige Bogenbrücke in Sandstein, größtes Brückenbauwerk der Eisenbahnstrecke Pretzsch–Torgau, baugeschichtlich und eisenbahngeschichtlich von Bedeutung. Dreibogige Eisenbahnbrücke aus Sandsteinquadern, Bogen aus rotem Klinker, Tonnengewölbe, gestuftes Sandstein-Gesims, seitliches Wegegitter erneuert, an der Brückenmauer Rundfensteröffnungen (rote Klinkerrahmung). | 09286391 |
| Weitere Bilder                          | Bockwindmühle | Zur Mühle 1 (Karte)               | 1886 (Wetterfahne)                                                     | Als Teil eines Mühlgutes mit Resten der technischen Ausstattung jedoch ohne die charakteristischen Mühlenflügel von technikgeschichtlicher Bedeutung und ortsgeschichtlicher Bedeutung. Um mehr Lagerfläche zu erhalten wurde der ursprünglich drehbare Mühlenkasten nach unten hin verlängert und die Mühle dadurch ortsfest umgebaut. Rechteckiger Grundriss, verbretterter nach unten hin verlängerter Mühlenkasten, roter Ziegelstein-Sockel (ortsfest), Wetterfahne bezeichnet mit „DM 1886“ (für David Müller - ehemaliger Besitzer), abgewalmtes Satteldach, giebelseitig hölzerner Treppenaufgang mit vorkragendes Eingangshäuschem, Ladeluke, baufällig, 2017 fortschreitender Zerfall. Gebäude und Einfriedung (einschließlich des eingemauerten Mahlsteines) des Mühlgutes bisher kein Denkmal. | 09286331 |

## Polbitz
| Bild           | Bezeichnung | Lage                 | Datierung                                                                              | Beschreibung | ID       |
| -------------- | --- | -------------------- | -------------------------------------------------------------------------------------- | --- | -------- |
| Weitere Bilder | Kirche mit Ausstattung, Kirchhof und eine Grabanlage | Elbstraße (Karte)    | 1838 (Kirche); 2. Hälfte 19. Jahrhundert (Grabanlage)                                  | Saalkirche im Rundbogenstil, Klinkerbau mit abgesetzter Apsis und Westturm, Grabanlage der Rittergutsbesitzers Richter mit schmiedeeiserner Einfriedung, baugeschichtlich, ortsgeschichtlich und ortsbildprägend von Bedeutung. Grabanlage des Rittergutsbesitzers: zwei Metallkreuze mit Inschrift Johanne Sophie Richter (1815–1860?) und Christian Gottlieb Richter (Lebensdaten nicht lesbar), durch schmiedeeisernen Zaun eingezäunt.         | 09286439 |
|                | Denkmal für die Gefallenen des Ersten Weltkrieges | Elbstraße (Karte)    | Nach 1918                                                                              | Ortsgeschichtlich von Bedeutung | 09304808 |
| Weitere Bilder | Südliches Seitengebäude, östliche Scheune und Toreinfahrt eines ehemaligen Dreiseithofes                                                                | Elbstraße 8 (Karte)  | 2. Hälfte 19. Jahrhundert                                                              | Seitengebäude Putzbau mit Satteldach, Scheune lang gestreckter Putzbau mit großen Toren und Lüftungsschlitzen, ortstypische große Hofanlage, baugeschichtlich und wirtschaftsgeschichtlich von Bedeutung. Abbruch des Wohnhauses 2013 festgestellt. | 09286365 |
| Weitere Bilder | Auszugshaus eines ehemaligen Bauernhofes und Einfriedung                                                                                                | Elbstraße 9 (Karte)  | Um 1870                                                                                | Gehörte ursprünglich zum Hof Nummer 10, baugeschichtlich und sozialgeschichtlich von Bedeutung. Zweigeschossiger Putzbau mit Putzquaderung im Erdgeschoss und Satteldach, im Stil des Wohnhauses um 1922 erbaut. | 09286364 |
| Weitere Bilder | Westliches Wohnhaus, nördliches Seitengebäude und östliche Scheune eines Bauernhofes sowie Einfriedung und Toreinfahrt                                  | Elbstraße 10 (Karte) | Bezeichnet mit 1869 (Bauernhaus); bezeichnet mit 1884 (Scheune)                        | In ihrer Struktur noch weitestgehend authentisch erhaltene Hofanlage, baugeschichtlich und wirtschaftsgeschichtlich von Bedeutung. - Wohnhaus: zweigeschossiger Putzbau mit einfacher Gliederung, mittiger Eingangsbereich mit vorgelagerter Treppe, im Giebel zwei Rundbogenfenster, Satteldach - Seitengebäude: Putzbau mit Satteldach - Scheune: lang gestreckter Bau mit Satteldach - Torhaus (bezeichnet mit 1889): Abbruch 2013 festgestellt | 09286363 |
|                | Wohnhaus eines ehemaligen Bauernhofes | Elbstraße 16 (Karte) | Um 1800                                                                                | Baugeschichtlich von Bedeutung. Zweigeschossiger Putzbau über Sockel in Polygonmauerwerk, Konsolfries im Traufbereich, Krüppelwalmdach, Eingangsportal aus kannelierten Säulen mit korinthischen Kapitellen und Giebel. | 09286361 |
|                | Östliches Wohnhaus, südliches Auszugshaus mit westlichem Anbau, westliche Scheune mit nördlichem Anbau und nördliches Seitengebäude eines Vierseithofes | Elbstraße 17 (Karte) | Um 1800 (Bauernhaus und Auszugshaus); Ende 19. Jahrhundert (Seitengebäude und Scheune) | Wohnhaus Obergeschoss Fachwerk verputzt, Krüppelwalmdach, südliches Auszugshaus Fachwerkbau mit großer Tordurchfahrt, eindrucksvolle, in sich geschlossene Hofanlage von baugeschichtlicher, sozialgeschichtlicher und wirtschaftsgeschichtlicher Bedeutung | 09286362 |

## Tabellenlegende
- Bild: Bild des Kulturdenkmals, ggf. zusätzlich mit einem Link zu weiteren Fotos des Kulturdenkmals im Medienarchiv Wikimedia Commons. Wenn man auf das Kamerasymbol klickt, können Fotos zu Kulturdenkmalen aus dieser Liste hochgeladen werden:
- Bezeichnung: Denkmalgeschützte Objekte und ggf. Bauwerksname des Kulturdenkmals
- Lage: Straßenname und Hausnummer oder Flurstücknummer des Kulturdenkmals. Die Grundsortierung der Liste erfolgt nach dieser Adresse. Der Link (Karte) führt zu verschiedenen Kartendiensten mit der Position des Kulturdenkmals. Fehlt dieser Link, wurden die Koordinaten noch nicht eingetragen. Sind diese bekannt, können sie über ein Tool mit einer Kartenansicht einfach nachgetragen werden. In dieser Kartenansicht sind Kulturdenkmale ohne Koordinaten mit einem roten bzw. orangen Marker dargestellt und können durch Verschieben auf die richtige Position in der Karte mit Koordinaten versehen werden. Kulturdenkmale ohne Bild sind an einem blauen bzw. roten Marker erkennbar.
- Datierung: Baubeginn, Fertigstellung, Datum der Erstnennung oder grobe zeitliche Einordnung entsprechend des Eintrags in der sächsischen Denkmaldatenbank
- Beschreibung: Kurzcharakteristik des Kulturdenkmals entsprechend des Eintrags in der sächsischen Denkmaldatenbank, ggf. ergänzt durch die dort nur selten veröffentlichten Erfassungstexte oder zusätzliche Informationen
- ID: Vom Landesamt für Denkmalpflege Sachsen vergebene, das Kulturdenkmal eindeutig identifizierende Objekt-Nummer. Der Link führt zum PDF-Denkmaldokument des Landesamtes für Denkmalpflege Sachsen. Bei ehemaligen Kulturdenkmalen können die Objektnummern unbekannt sein und deshalb fehlen bzw. die Links von aus der Datenbank entfernten Objektnummern ins Leere führen. Ein ggf. vorhandenes Icon  führt zu den Angaben des Kulturdenkmals bei Wikidata.